# كاسبر إرمينج أندرسن
كاسبر إرمينج أندرسن (بالدنماركية: Kasper Irming Andersen)‏ مواليد 4 مايو 1985، هو لاعب كرة يد دانمركي. يلعب حاليا مع نادي سكاندربورغ لكرة اليد ويحمل الرقم 7. مثل منتخب الدنمارك لكرة اليد.

## روابط خارجية
- كاسبر إرمينج أندرسن على موقع الاتحاد الأوروبي لكرة اليد (الإنجليزية)